# Šrila Bhaktisidhanta Sarasvati Gosvami
Bhaktisiddhanta Sarasvati Thakura, indijski duhovni voditelj, * 6. februar 1874, † 31. december 1937.
Bil je duhovni učitelj Šrila Prabhupade in velik pridigar zavesti Krišne. Ustanovil je štiriinšestdeset templjev širom Indije.
Njegov oče je bil Bhaktivinoda Thakura, ki je bil velik duhovni učitelj in začetnik širjenja zavesti Krišne na zahodu. Napisal je veliko knjig, v katerih razlaga nauk o zavesti Krišne.